# Journal of Peptide Science
Journal of Peptide Science (abrégé en J. Pept. Sci.) est une revue scientifique à comité de lecture. Ce mensuel publie des articles de recherches originales sur la chimie et la biologie des peptides. Cette publication est aussi le journal officiel de l'European Peptide Society.
D'après le Journal Citation Reports, le facteur d'impact de ce journal était de 1,546 en 2014. L'actuel directeur de publication est Luis Moroder.